# درابیشنا
درابیشنا (به بلغاری: Drabishna) یک منطقهٔ مسکونی در بلغارستان است که در ایوالوفگراد واقع شده‌است.